# Reanimate 2.0: The Covers EP
Reanimate 2.0: The Covers EP è il secondo EP di cover del gruppo hard rock statunitense Halestorm.

## Tracce
1. Dissident Agressor (Judas Priest) – 3:12
2. Get Lucky (Daft Punk) – 3:08
3. Shoot to Thrill (AC/DC) – 5:07
4. Hell Is for Children (Pat Benatar) – 4:46
5. Gold Dust Woman (Fleetwood Mac) – 4:10
6. 1996 (Marilyn Manson) – 4:22

## Formazione
- Lzzy Hale - voce, chitarra
- Arejay Hale - batteria, cori
- Joe Hottinger - chitarra, cori
- Josh Smith - basso, cori